# Rajd San Remo 2006
Rajd San Remo 2006 (48. Rallye Sanremo 2006) – 48 edycja rajdu samochodowego Rajd San Remo rozgrywanego we Włoszech. Rozgrywany był od 14 do 16 września 2006 roku. Była to czwarta runda Intercontinental Rally Challenge w roku 2006. Składał się z 10 odcinków specjalnych.

## Klasyfikacja rajdu
| Miejsce                | Kierowca               | Pilot                  | Samochód                 | Czas                   | Strata                 |                        |
| Klasyfikacja generalna | Klasyfikacja generalna | Klasyfikacja generalna | Klasyfikacja generalna   | Klasyfikacja generalna | Klasyfikacja generalna | Klasyfikacja generalna |
| ---------------------- | ---------------------- | ---------------------- | ------------------------ | ---------------------- | ---------------------- | ---------------------- |
| 1                      | Paolo Andreucci        | Anna Andreussi         | Fiat Punto Abarth S2000  | 1:12.55,0              | 0.0                    |                        |
| 2.                     | Andrea Aghini          | Dario D'Esposito       | Subaru Impreza WRX STI   | 1:13.09,2              | +14,2                  |                        |
| 3.                     | Renato Travaglia       | Lorenzo Granai         | Mitsubishi Lancer Evo IX | 1:13.20,3              | +25,3                  |                        |
| 4.                     | Piero Longhi           | Maurizio Imerito       | Subaru Impreza WRX STI   | 1:13.32,1              | +37,1                  |                        |
| 5.                     | Simon Jean-Joseph      | Jack Boyère            | Renault Clio S1600       | 1:13.57,6              | +1.02,6                |                        |
| 6.                     | Andrea Navarra         | Guido D’Amore          | Fiat Punto Abarth S2000  | 1:13.59,9              | +1.04,9                |                        |
| 7.                     | Denis Colombini        | Flavio Guglielmini     | Subaru Impreza WRX STI   | 1:14.37,1              | +1.42,1                |                        |
| 8.                     | Luca Rossetti          | Matteo Chiarcossi      | Peugeot 206 S1600        | 1:14.48,3              | +1.53,3                |                        |
| 9.                     | Fabrizio Ratiglia      | Cristiana Biondi       | Mitsubishi Lancer Evo IX | 1:14.54,6              | +1.59,6                |                        |
| 10.                    | Davide Medici          | Monica Cicognini       | Mitsubishi Lancer Evo IX | 1:15.03,2              | +2.08,2                |                        |